# تپه شریف
تپه شریف در شهرستان ملایر، بخش مرکزی، شهر جوکار واقع شده و این اثر در تاریخ ۷ اسفند ۱۳۸۶ با شمارهٔ ثبت ۲۱۶۷۸ به‌عنوان یکی از آثار ملی ایران به ثبت رسیده است.